# Four (gemeente)
Four is een gemeente in het Franse departement Isère (regio Auvergne-Rhône-Alpes). De plaats maakt deel uit van het kanton L'Isle-d'Abeau welke in het arrondissement La Tour-du-Pin ligt. Four telde op 1 januari 2022 1.672 inwoners.

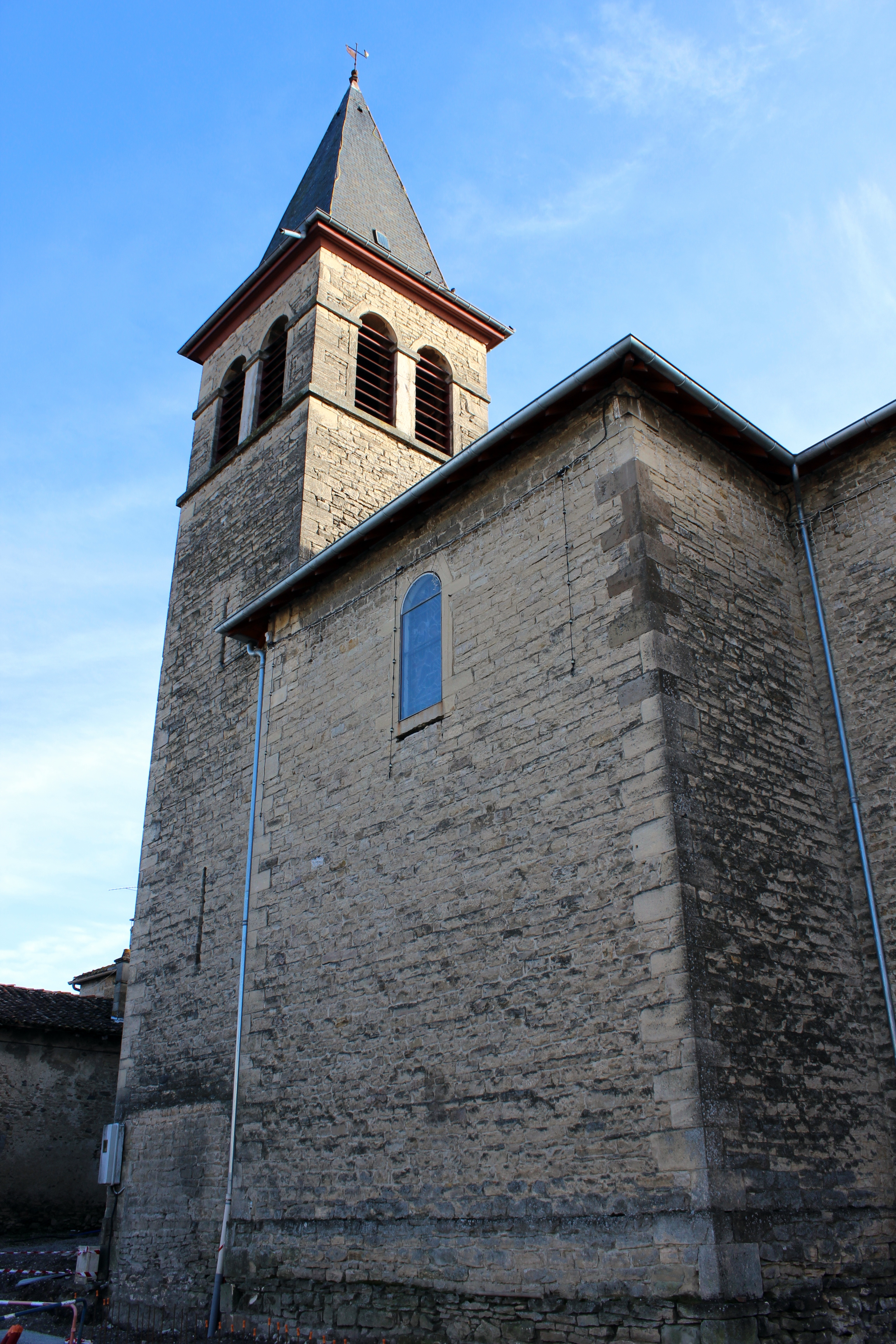
Kerk van Four
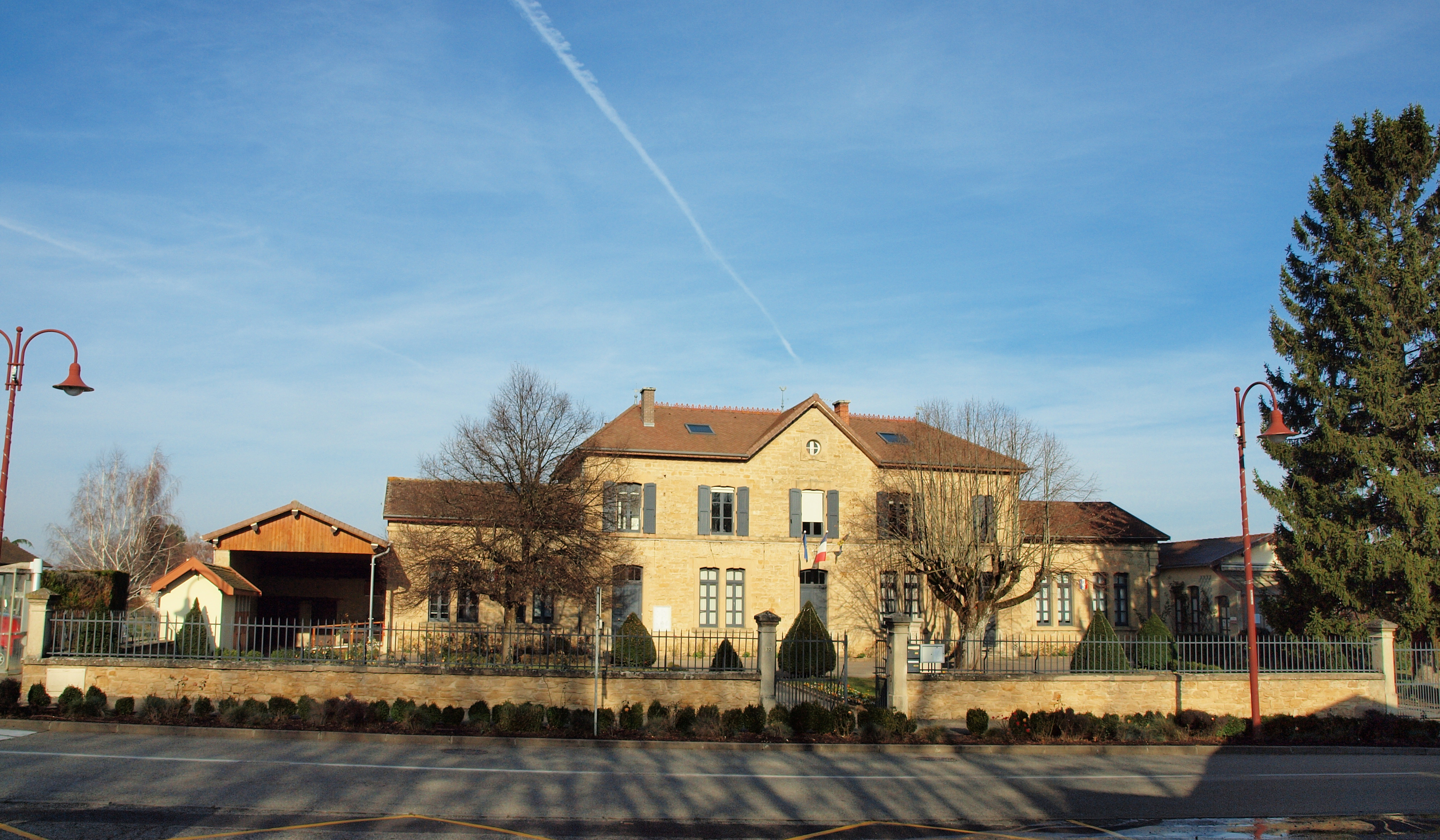
Gemeentehuis

## Geografie
De oppervlakte van Four bedroeg op 1 januari 2022 11,82 vierkante kilometer; de bevolkingsdichtheid was toen 141,5 inwoners per km².

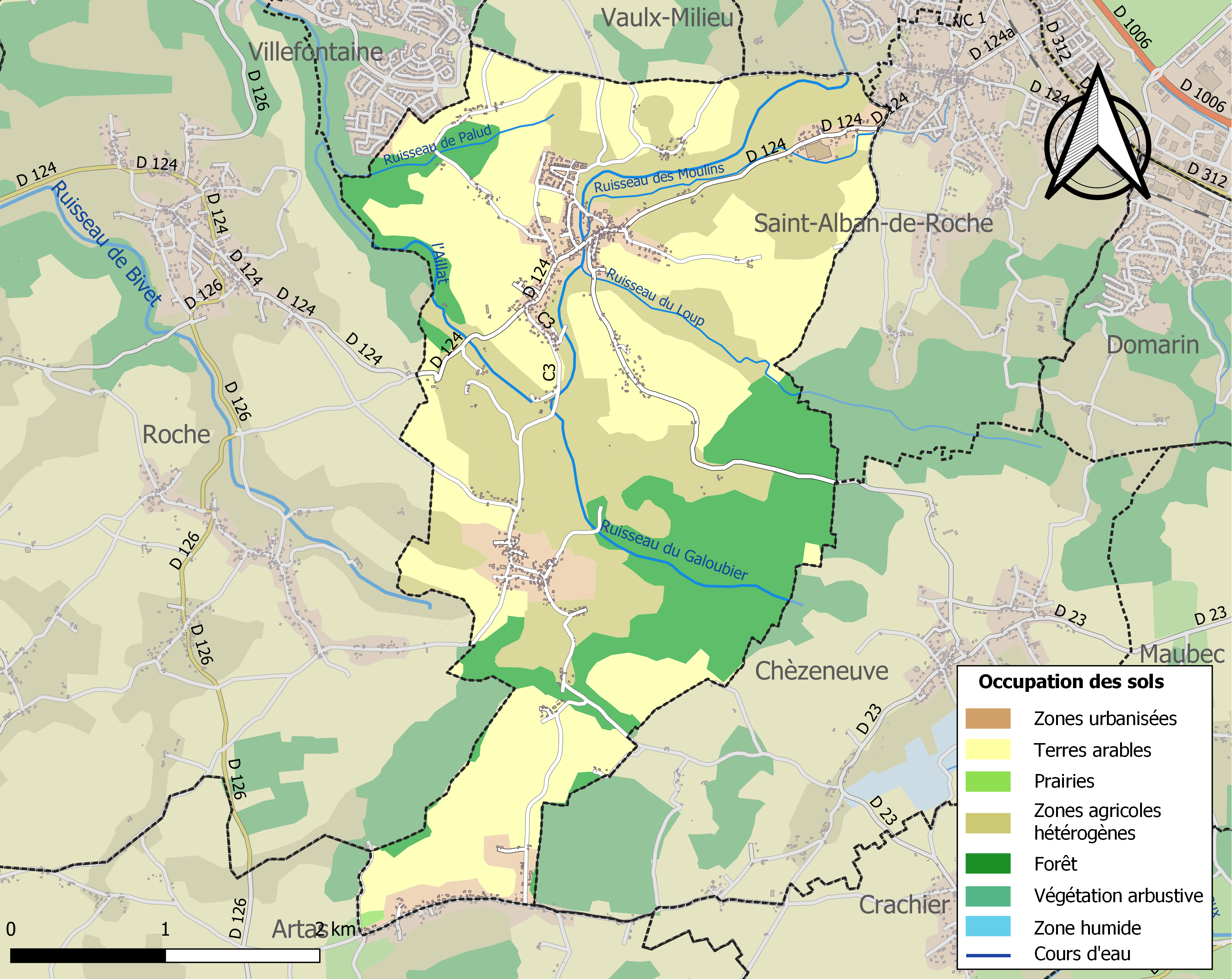
Kaart van de gemeente met de belangrijkste infrastructuur, bodemgebruik en omliggende gemeenten

## Demografie
Onderstaande figuur toont het verloop van het inwonertal (bron: INSEE-tellingen).